# 奥古斯塔族
奥古斯塔族是一个小行星的小家族，因为在1886年被发现的第一颗具有该家族物理特性的小行星(254) 奥古斯塔而得名。